# Котловач
Котловач (пол. Kotłowacz) — село в Польщі, у гміні Жечнюв Ліпського повіту Мазовецького воєводства.
Населення — 95 осіб (2011).
У 1975-1998 роках село належало до Радомського воєводства.

## Демографія
Демографічна структура станом на 31 березня 2011 року:
|          | Загалом | Допрацездатний вік | Працездатний вік | Постпрацездатний вік |
| -------- | ------- | ------------------ | ---------------- | -------------------- |
| Чоловіки | 45      | 3                  | 33               | 9                    |
| Жінки    | 50      | 6                  | 25               | 19                   |
| Разом    | 95      | 9                  | 58               | 28                   |